# Медаль «За вислугу років у Імперській службі праці»

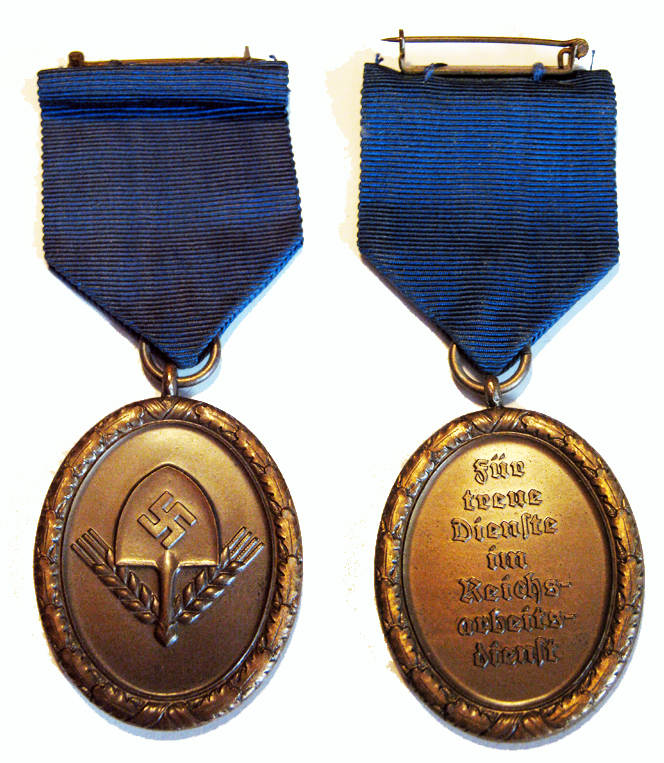
Медаль 4-го ступеня для чоловіків.

Медаль «За вислугу років у Імперській службі праці» (нім. Dienstauszeichnung für den Reichsarbeitsdienst) - нагорода Третього Рейху.

## Історія
Нагорода заснована Адольфом Гітлером 30 січня 1938 року для відзначення працівників Імперської служби праці за вислугу років. Всього існувало 4 ступені нагороди:
- Медаль 4-го ступеня - за 4 роки служби
- Медаль 3-го ступеня - за 12 років служби.
- Медаль 2-го ступеня - за 18 років служби.
- Медаль 1-го ступеня - за 25 років служби.

Кількість нагороджених медаллю встановити неможливо, оскільки в Імперській службі праці служила дуже велика кількість людей. Відомі імена деяких нагороджених медаллю 4-го ступеня.

## Опис
Медаль 4-го ступеня - овальна бронзова медаль, обрамлена вінком із дубового листя. На аверсі медалі для чоловіків  зображена лопата зі свастикою і 2 колоски (символ чоловічої Імперської служби праці), на аверсі медалі для жінок - велика свастика і 2 колоски (символ жіночої Імперської служби праці). На реверсі - напис готичним шрифтом Für treue Dienste im Reichsarbeitsdienst (укр. За вірну службу в Імперській службі праці). Медаль носили на синій орденській стрічці.
Медаль 3-го ступеня аналогічна медалі 4-го ступеня, але виготовлялась із срібла.
Медаль 2-го ступеня аналогічна медалі 3-го ступеня. Єдина різниця - на стрічці вишитий срібними нитками державний орел.
Медаль 1-го ступеня аналогічна медалі 2-го ступеня, але виготовлялась із золота, а орел вишитий золотими нитками.

## Умови нагородження
Окрім роботи в Імперській службі праці, до вислуги років також зараховувались:
- термін обов'язкової військової служби
- служба в Націонал-соціалістичній службі праці
- штатна служба в НСДАП чи пов'язаних з нею організаціях.

## Сучасний статус

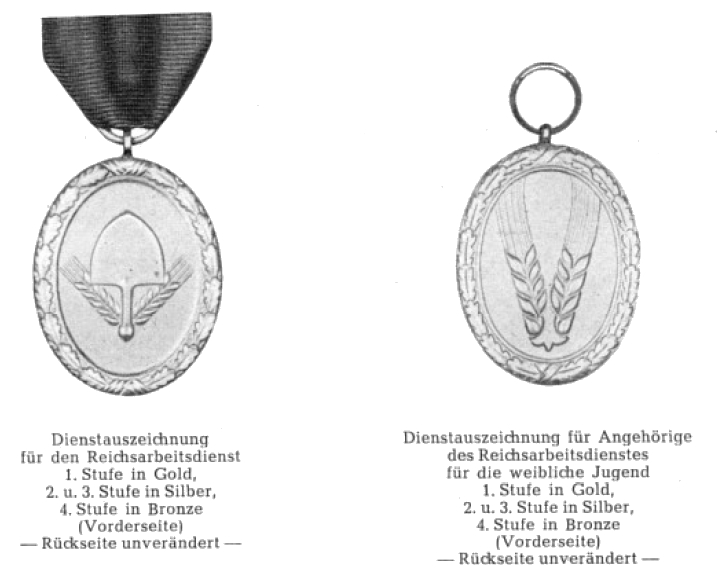
Аверси денацифікованих медалей (ліворуч - чоловіча медаль, праворуч - жіноча).

Відповідно до закону Німеччини про порядок нагородження орденами та про порядок носіння від 26 липня 1957 року (нім. Gesetz uber Titel, Orden und Ehrenzeichen) носіння знаку дозволяється у денацифікованому вигляді: без свастики, а на жіночій медалі колоски мають іншу форму і розташовані під меншим кутом.
За статусом нагорода аналогічна медалі «За вислугу років у Вермахті».

## Галерея

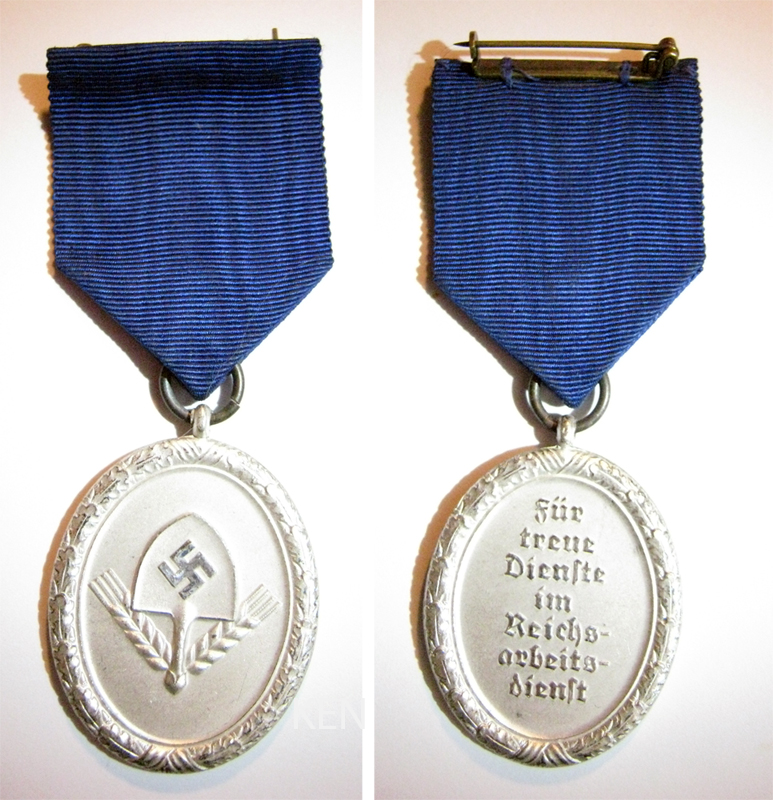
Медаль 3-го ступеня для чоловіків.
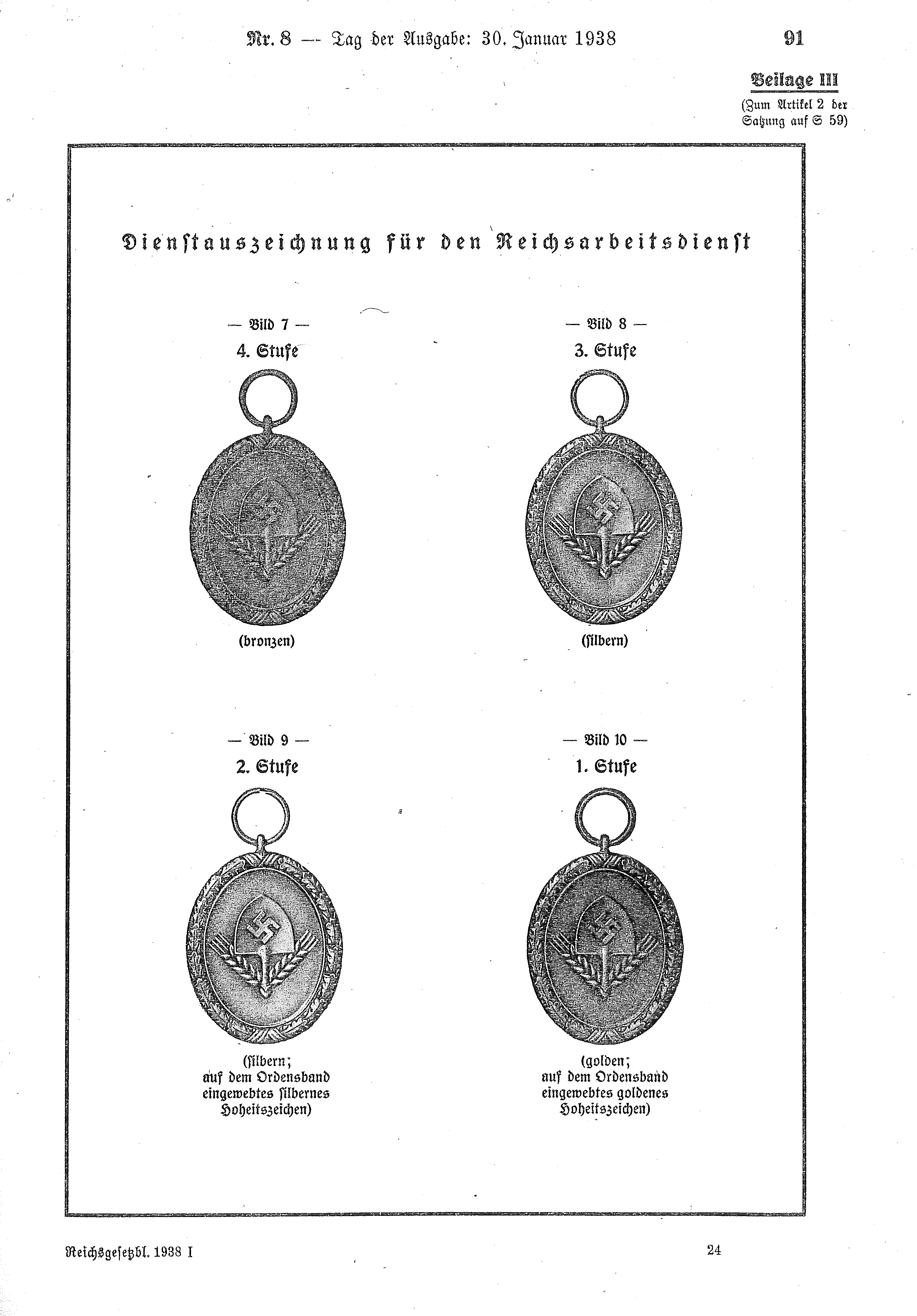
Аверси медалей для чоловіків.
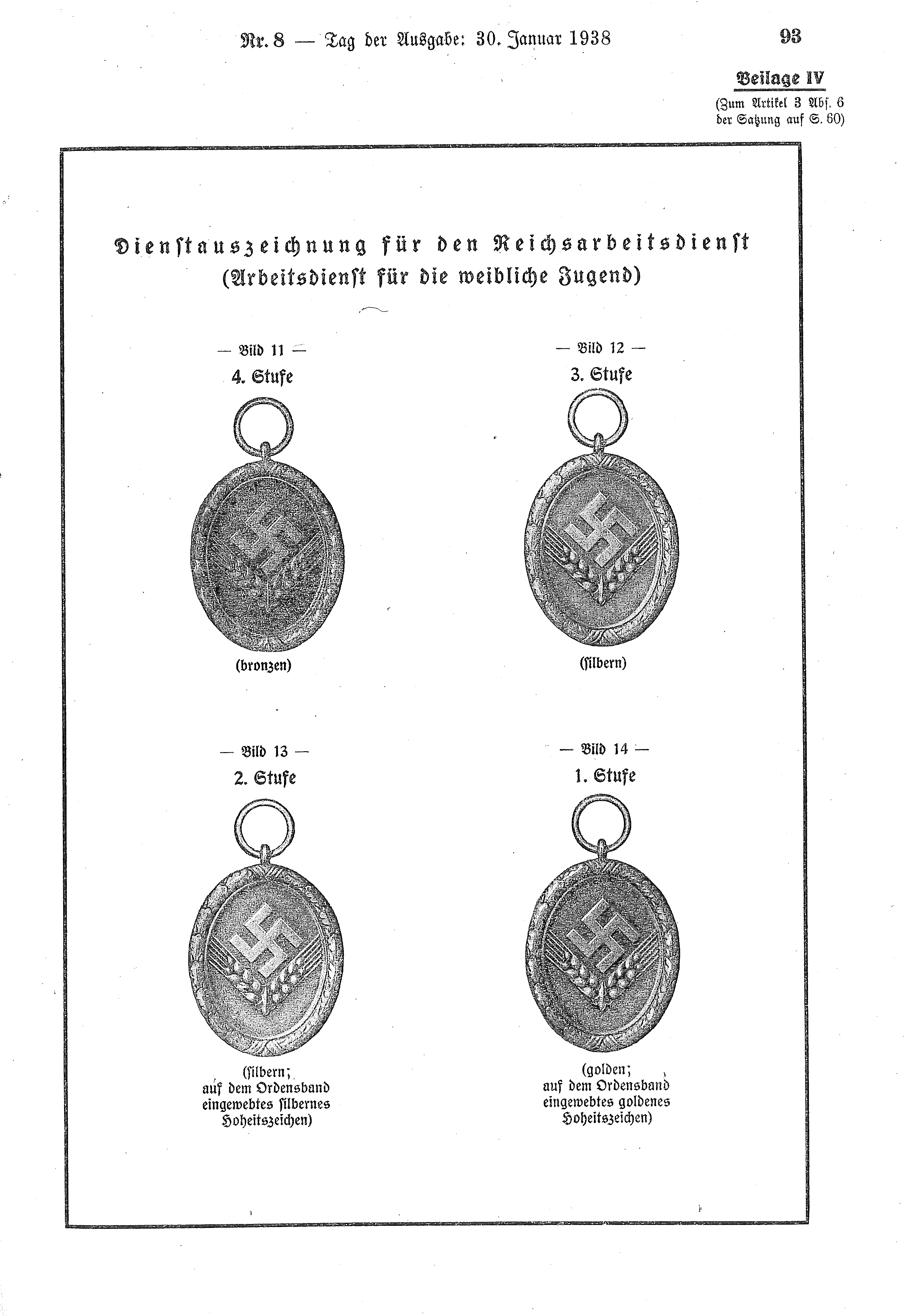
Аверси медалей для жінок.